# Georg Patermann
Georg Patermann (1580–1628) war ein deutscher Komponist und Organist in St. Jakobi in Rostock und der Schlosskirche Güstrow.
Zwei Hochzeitsmotetten von ihm sind als Drucke erhalten: Quam pulchrae sunt mammae tuae (2 × 5 Stimmen; 1610) und Sponsa velut Christo juncta est Ecclesia Sponso (7-stimmig; 1619).